# المبرق (مستباء)

تعديل مصدري - تعديل

المبرق هي إحدى قرى عزلة غرب مستباء بمديرية مستباء التابعة لمحافظة حجة، بلغ تعداد سكانها 845 نسمة حسب تعداد اليمن لعام 2004.